# Ист Чикаго (Индијана)
Ист Чикаго (енгл. East Chicago) град је у америчкој савезној држави Индијана.

## Демографија
По попису из 2010. године број становника је 29.698, што је 2.716 (-8,4%) становника мање него 2000. године.
| Група             | 2000.          | 2010.          |
| Белци             | 3.922 (12,1%)  | 2.140 (7,2%)   |
| Афроамериканци    | 11.695 (36,1%) | 12.736 (42,9%) |
| Азијати           | 66 (0,2%)      | 34 (0,1%)      |
| Хиспаноамериканци | 16.728 (51,6%) | 15.105 (50,9%) |
| Укупно            | 32.414         | 29.698         |